# Nero-Film AG
Die Nero-Film AG war eine deutsche Filmproduktionsgesellschaft mit Sitz in Berlin.

## Geschichte
Im Januar 1926 hatten der Produzent und Regisseur Richard Oswald und der Unternehmer Heinrich Nebenzahl die Nero Film GmbH gegründet. Der Firmenname setzte sich aus den Namen zusammen: Die Buchstaben „NE“ stehen für Nebenzahl, „RO“ für Richard Oswald. Richard Oswald stieg jedoch schon nach 3 Monaten aus der Firma aus.
Heinrich Nebenzahl war im Juni 1927 als Aktionär Mitgründer der Nero Film AG, bei der sein Sohn Seymour Nebenzahl Mitglied des Aufsichtsrats wurde. Unter dem Einfluss von Nebenzahls Sohn entwickelte sich die Nero-Film, die anfangs auf gut verkäufliche Massenware wie Harry-Piel-Filme gesetzt hatte, gegen Ende der 1920er Jahre zu einer der künstlerisch ambitionierten Produktionsfirmen Deutschlands, die mit Regisseuren wie G. W. Pabst und Fritz Lang eine Anzahl der bedeutendsten Filme der Weimarer Zeit hervorbrachte, wie Die Büchse der Pandora, Westfront 1918, Die Dreigroschenoper, M, Kameradschaft, Die Herrin von Atlantis und Das Testament des Dr. Mabuse. In der Filmbranche bildete die bürgerlich-demokratische Nero-Film – neben der proletarischen Prometheus Film – das letzte künstlerische Bollwerk gegen den aufkommenden Nationalsozialismus. Nach dem nationalsozialistischen Machtantritt 1933 war Seymour Nebenzahl zur Emigration gezwungen, die Nero-Film AG musste ihre Arbeit einstellen. In Paris und Los Angeles führte er dann verschiedene Filmproduktionsfirmen unter dem renommierten Namen Nero Film.
Der Hauptsitz lag anfangs in der Jägerstraße 13, wurde aber im Laufe von 1929 nach Unter den Linden 21 verlegt (beide im heutigen Ortsteil Berlin-Mitte).

## Filmografie
Nero-Film GmbH
- Dürfen wir schweigen? (Richard Oswald, 1925/26)
- Was ist los im Zirkus Beely? (Harry Piel, 1926)
- Die Welt will belogen sein (Peter Paul Felner, 1926)
- Die Flucht in die Nacht (Amleto Palermi, 1926)
- Sein größter Bluff (Harry Piel, 1927)

Nero-Film AG
- Rätsel einer Nacht (Harry Piel, 1927)
- Die Gefangene von Shanghai (Augusto Genina, Géza von Bolváry, 1927)
- Der Sprung ins Glück (Augusto Genina, 1927; deutsch-französische Koproduktion)
- Tragödie im Zirkus Royal (Alfred Lind, 1927/28)
- Die Durchgängerin (Hanns Schwarz, 1927/28)
- Das Mädchen der Straße (Augusto Genina, 1927/28)
- Tagebuch einer Kokotte (Constantin J. David, 1928/29)
- Liebeskarneval (Augusto Genina, 1928)
- Die Büchse der Pandora (G. W. Pabst, 1928/29)
- Das letzte Souper (Mario Bonnard, 1928)
- Das letzte Fort (Kurt Bernhardt, 1928)
- Trust der Diebe (Erich Schönfelder, 1929)
- Meineid. Ein Paragraph, der Menschen tötet (Georg Jacoby, 1929)
- Gaukler/Les saltimbanques (Robert Land, 1929/30; deutsch-französische Koproduktion)
- Ehe in Not (Richard Oswald, 1929)
- Der Witwenball (Georg Jacoby, 1929/30)
- Westfront 1918 (G. W. Pabst, 1930)
- Skandal um Eva (G. W. Pabst, 1930)
- Kohlhiesels Töchter (Hans Behrendt, 1930)
- Die Dreigroschenoper (G. W. Pabst, 1930/31)
- Der Detektiv des Kaisers (Carl Boese, 1930)
- Ariane (Paul Czinner, 1930/31)
- M (Fritz Lang, 1931)
- Kameradschaft/La Tragédie de la mine (G. W. Pabst, 1931; deutsch-französische Koproduktion)
- 24 Stunden aus dem Leben einer Frau (Robert Land, 1931)
- Die Herrin von Atlantis (G. W. Pabst, 1932)
- Das Testament des Dr. Mabuse (Fritz Lang, 1932/33)
- Le testament du docteur Mabuse (Fritz Lang, 1932/33; französische Version)